# 박희원
박희원(1988년 3월 6일 ~ )은 대한민국의 2013년 미스코리아 강원 선(善) 출신 기상 캐스터이다.

## 프로필
- 출생 : 1988년 3월 6일
- 신체 : 167.2cm, 47kg, 34-24-36
- 학력 : 청주교육대학교 초등교육과
- 수상 : 2013년 미스코리아 강원 선(善)
- 취미 : 역사문화탐방, 테니스
- 특기 : 한국어 교육봉사

## 경력
- 2013년 미스코리아 강원 선(善)
- 2013년 7월 mbc 공채 기상캐스터
- (前) 대한항공 승무원

## 같이 보기
- 2013년 미스코리아
- 미스코리아 강원